# 1439 Vogtia
1439 Vogtia је астероид. Приближан пречник астероида је 47,87 ,
а средња удаљеност астероида од Сунца износи 3,992 астрономских јединица (АЈ).
Инклинација (нагиб) орбите у односу на раван еклиптике је 4,206 степени, а орбитални период износи 2913,853 дана (7,977 година). Ексцентрицитет орбите астероида износи 0,116.
Апсолутна магнитуда астероида износи 10,45 а геометријски албедо 0,050.
Астероид је откривен 11. октобра 1937. године.